# Héctor Freschi
Héctor Luis Freschi (Resistencia, 1911. május 22. – Resistencia, 1993. július 18.) argentin labdarúgókapus.